# Mormolyce
A Mormolyce a bogarak (Coleoptera) rendjébe, a futóbogárfélék (Carabidae) családjába tartozó bogárnem. Magyar neve kísértetfutók, angol neve violin beetles, guitar beetles vagy banjo beetles.

## Megjelenésük
A kísértetfutók erősen lapított testű, világos vagy sötétebb barna, néha fekete színű bogarak. Testhosszuk 50–100 milliméter, ezzel a legnagyobb futóbogarak közé tartoznak; rajtuk kívül ebbe a mérettartományba csak a 80 milliméteres ausztráliai Hyperion schroetteri esik. Fejük a szem mögött erősen megnyúlt. Előtoruk hosszabb, mint széles, oldalt többé-kevésbé fogazott. Szárnyfedőik barázdáltak, helyenként fényes, gyöngyszerű dudorokkal; oldalperemük nagyon erősen, lemezszerűen  kiszélesedett, a lemezek szélesebbek, mint a bogár teste maga, és a potroh végén jóval túlnyúlnak. Csápjuk és lábaik nagyon vékonyak és hosszúak. Hártyás szárnyuk fejlett; repülni tudnak.

## Életmódjuk
A kísértetfutók a trópusi esőerdők lakói. Nappal levelek között, a talaj, a fatörzsek vagy a sziklák réseiben rejtőznek. Főleg éjszaka mozognak leveleken, fatörzseken, taplógombákon. Lárváik nagy termőtestű taplógombák rétegei között élnek, és 8-9 hónapig fejlődnek. Ragadozók: más rovarokat, csigákat, férgeket fogyasztanak. A bábállapot 8-10 hétig tart. Az imágók augusztus és november között jelennek meg. Nem táplálkoznak, csak a lárvakorukban felhalmozott zsírtartalékaikból élnek. Veszély esetén a potrohuk végén nyíló mirigyekből rossz szagú és maró hatású vajsavat fecskendeznek támadójuk felé.

## Elterjedésük
A kísértetfutók Délkelet-Ázsiában (Indonézia, Malajzia, Thaiföld) élnek.

## Fajok
A nembe az alábbi hét faj tartozik:
- Mormolyce borneensis Gestro, 1875 – Indonézia (Borneó)
- Mormolyce castelnaudi Deyrolle, 1862 — Malajzia, Thaiföld
- Mormolyce hagenbachi Westwood, 1862 — Malajzia
- Mormolyce matejmiciaki Ďuríček et Klícha, 2017 – Indonézia (Borneó)
- Mormolyce phyllodes Hagenbach, 1825 — Indonézia, Malajzia. Alfajai:
  - Mormolyce phyllodes engeli Lieftinck et Wiebes, 1968
  - Mormolyce phyllodes phyllodes Hagenbach, 1825
- Mormolyce quadraticollis Donckier, 1899 (faji önállósága kétséges)
- Mormolyce tridens Andrewes, 1941 (faji önállósága kétséges)

## Helyük a kultúrában
A látványos külsejű, nagytestű kísértetfutók népszerűek a gyűjtők körében, akik néha tömegesen fogják be és értékesítik őket, nem egyszer igen magas áron. A 19. század közepén a párizsi múzeum 1000 frankot is fizetett értük példányonként.
Kísértetfutókat több ország (Indonézia, Palau, Thaiföld) postabélyegein is ábrázolnak.

## Képek

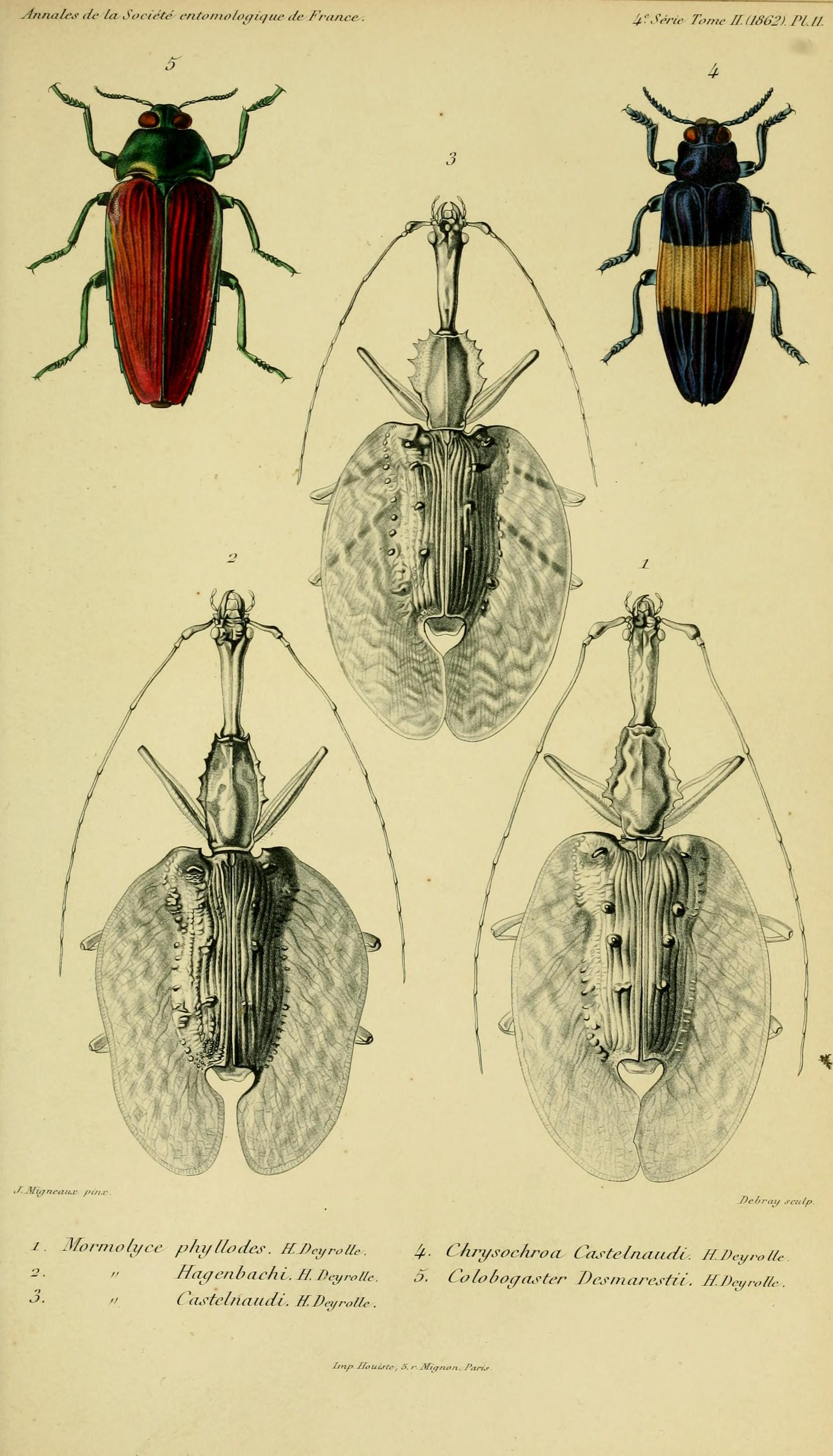
Mormolyce-fajok az Annales de la Société entomologique de France 1862. évi kötetéből
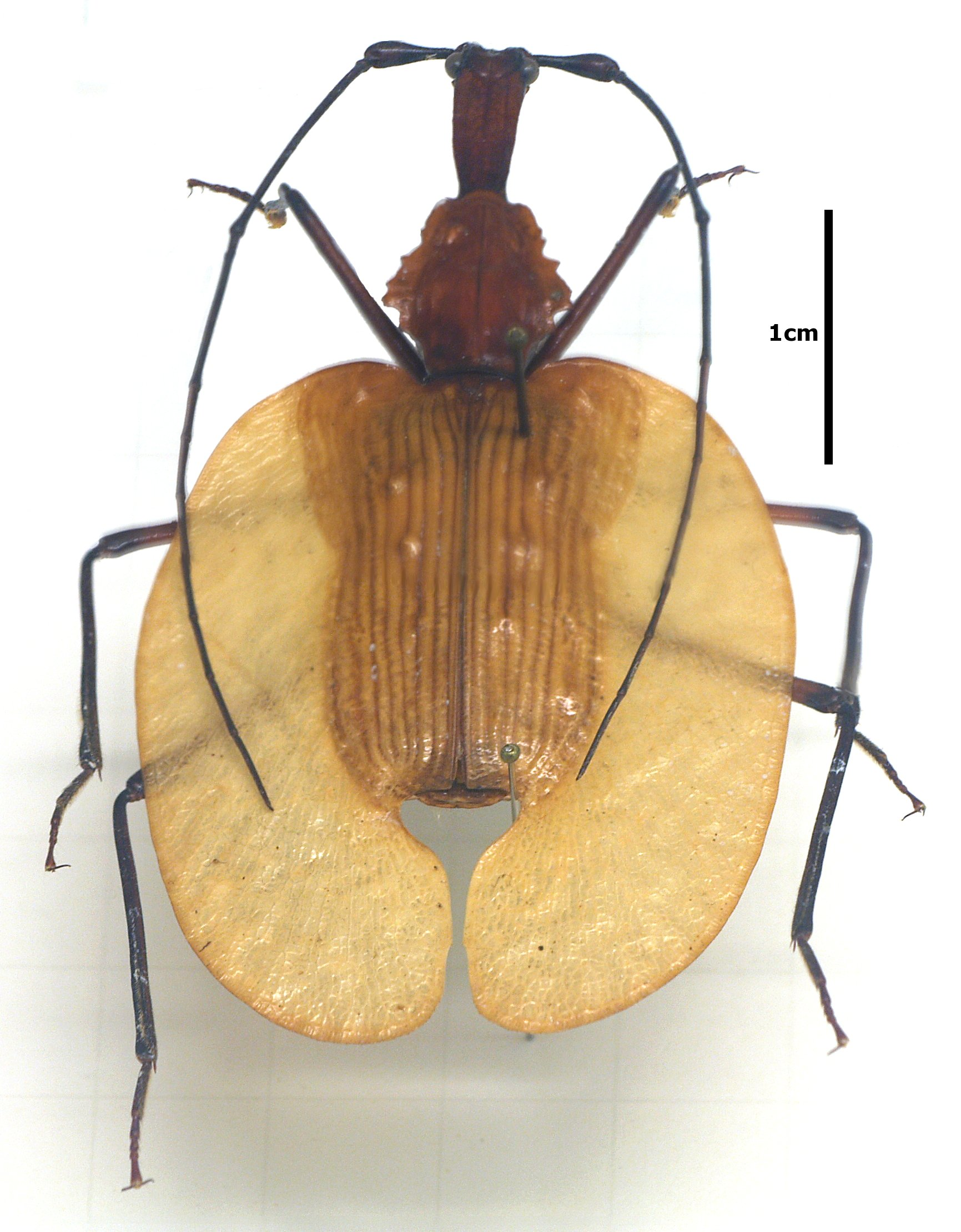
Mormolyce phyllodes preparált példánya
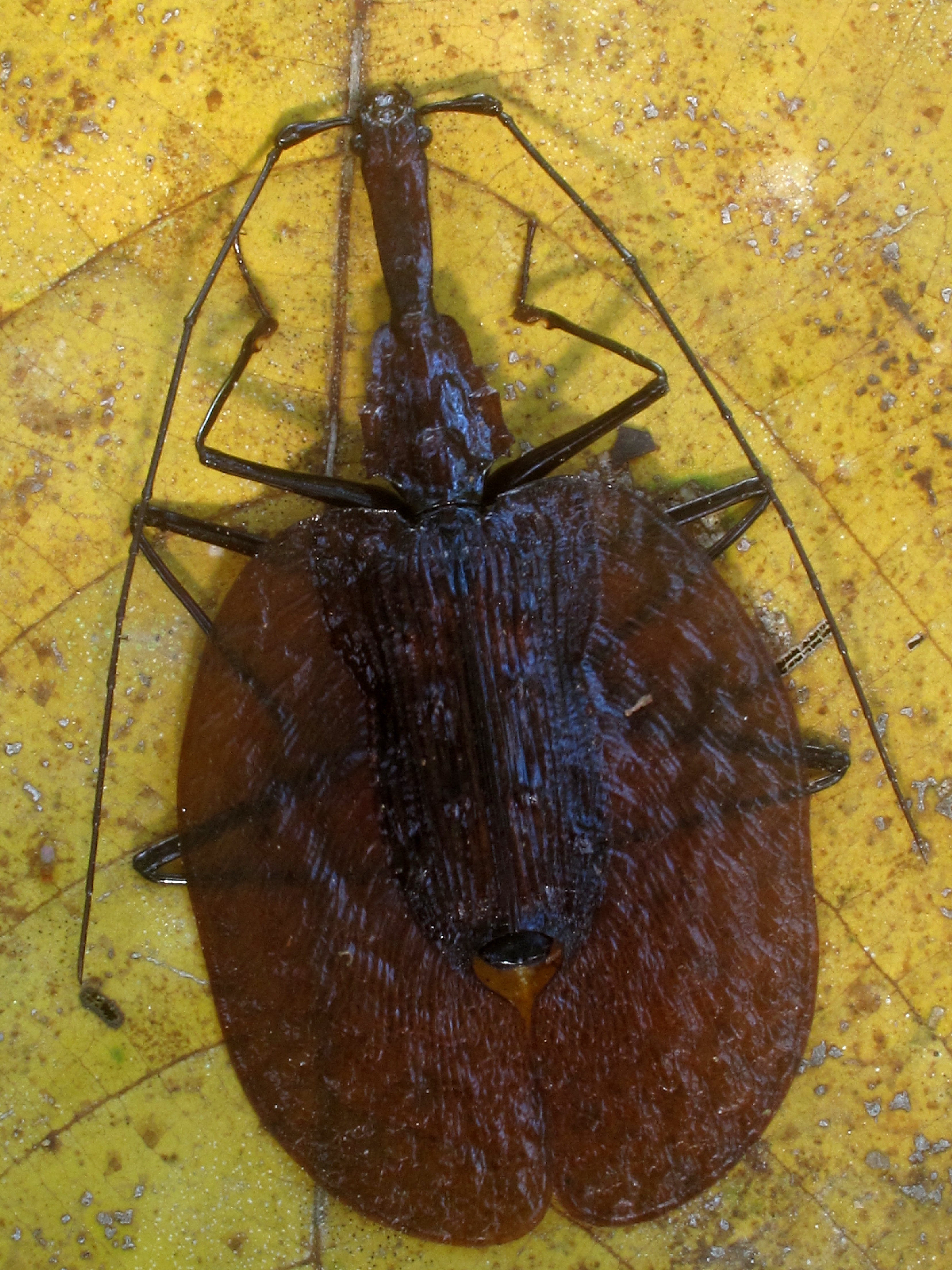
Mormolyce phyllodes a malajziai Gunung Mulu Nemzeti Parkban
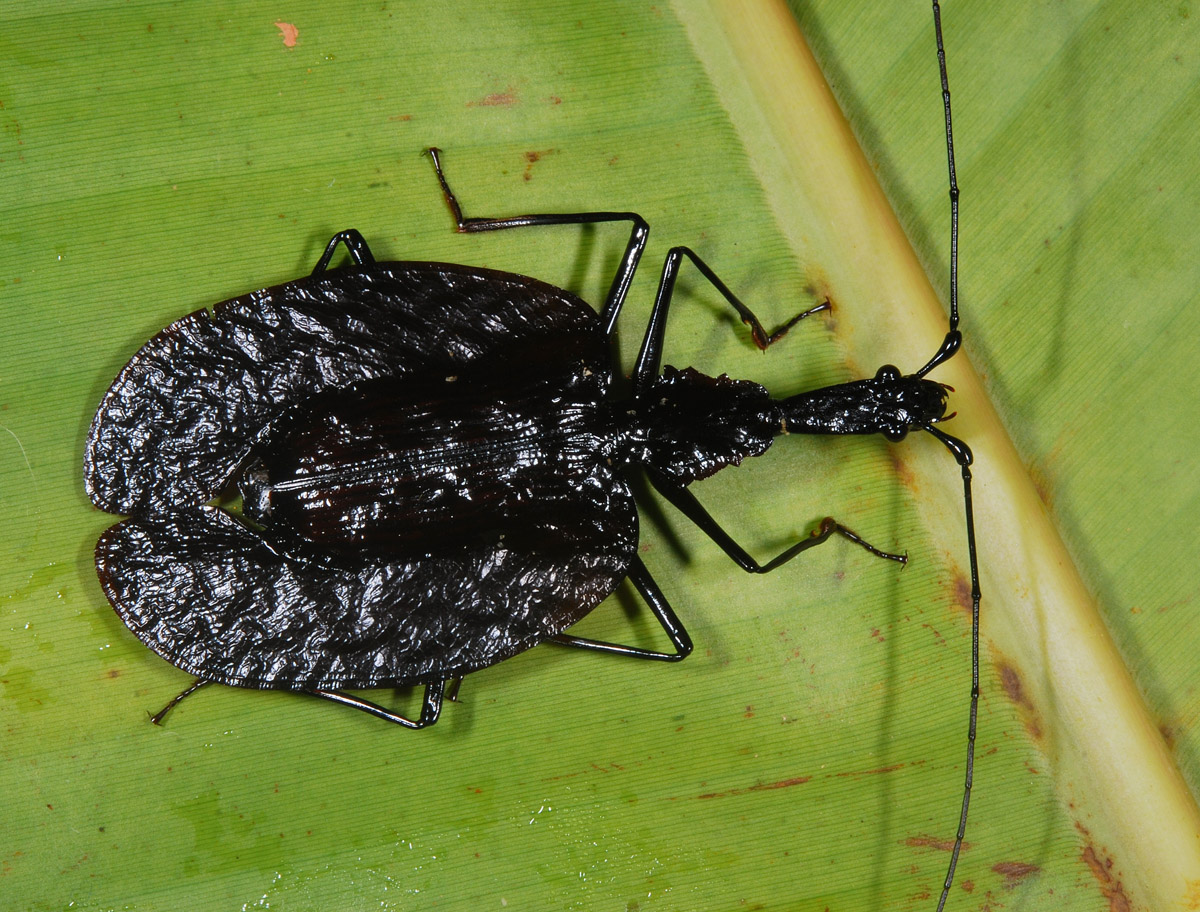
Mormolyce phyllodes a malajziai Endau Rompin Nemzeti Parkban
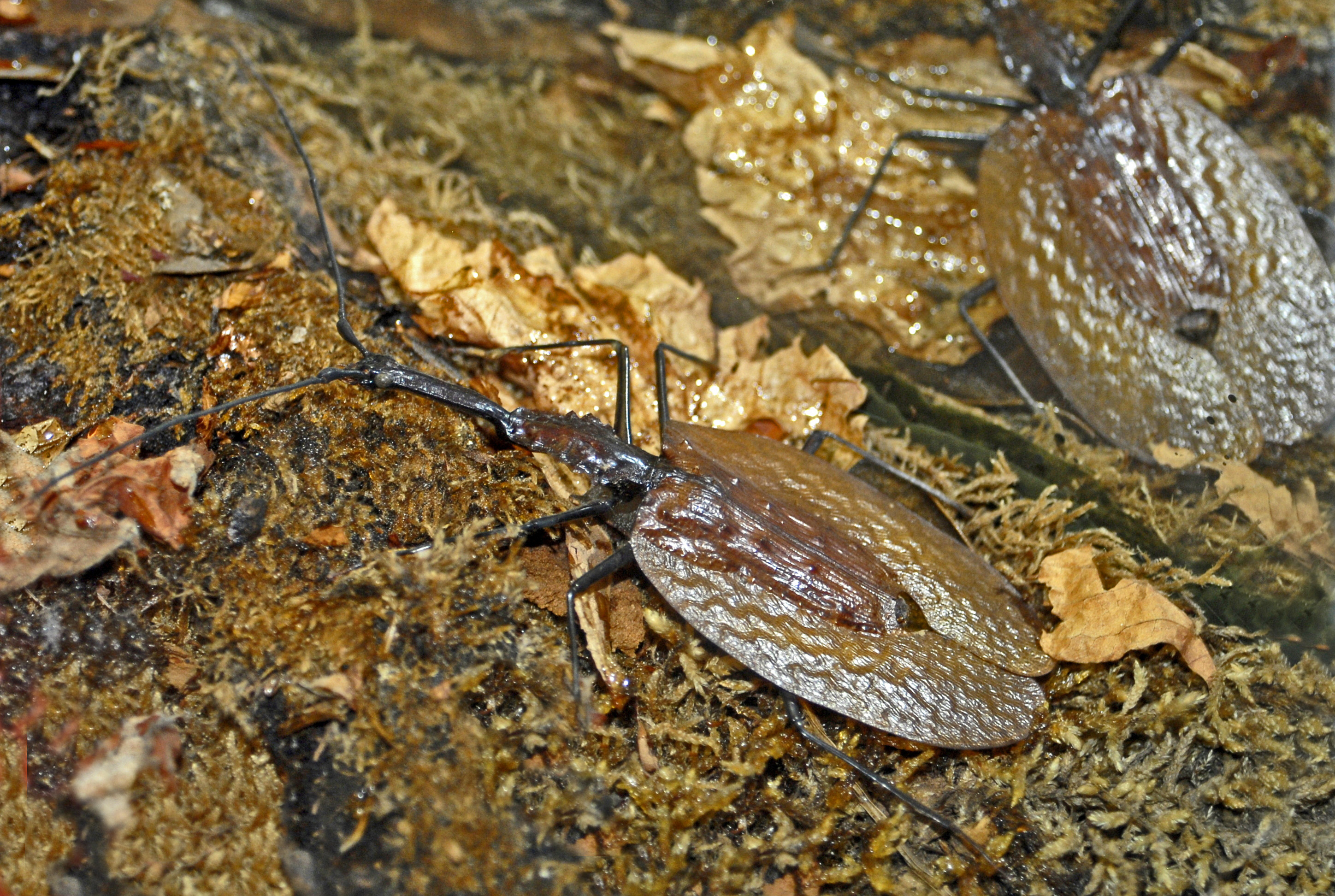
Mormolyce phyllodes a milánói Museo Civico di Storia Naturale kiállításában